# Liste der Einträge im National Register of Historic Places im Isanti County

Lage des Isanti County in Minnesota

Die Liste der Einträge im National Register of Historic Places im Isanti County in Minnesota führt alle Bauwerke und historischen Stätten im Isanti County auf, die in das National Register of Historic Places aufgenommen wurden.
| [ 2 ] | Name                                                    | Bild                                      | Eintragsdatum        | Lage                                                       | Ort       | Beschreibung                                                            |
| ----- | ------------------------------------------------------- | ----------------------------------------- | -------------------- | ---------------------------------------------------------- | --------- | ----------------------------------------------------------------------- |
| 1     | District No. 1 School                                   | District No. 1 School                     | 1980 ID-Nr. 80002078 | Abseits des County Highway 7 45° 31′ 18″ N, 93° 26′ 38″ W  | Isanti    | 1874 errichtetes Schulgebäude von Siedlern aus Neuengland               |
| 2     | Edward Erickson Farmstead                               | Edward Erickson Farmstead                 | 1980 ID-Nr. 80002071 | County Highway 56 Ecke MN 65 45° 26′ 32″ N, 93° 14′ 18″ W  | Isanti    | 1915 errichtete Kartoffelfarm                                           |
| 3     | Farmers Cooperative Mercantile Company of West Stanford |                                           | 1980 ID-Nr. 80002079 | County Highway 7 45° 26′ 40″ N, 93° 27′ 34″ W              | Isanti    | 1924 errichteter Genossenschaftsladen örtlicher Farmer                  |
| 4     | Isanti County Courthouse                                | Isanti County Courthouse                  | 1980 ID-Nr. 80002074 | 237 2nd Avenue, Southwest 45° 34′ 16,7″ N, 93° 13′ 34,7″ W | Cambridge | 1887 im französischen Stil errichtetes Gerichts- und Verwaltungsgebäude |
| 5     | Linden Barn                                             | Linden Barn                               | 1980 ID-Nr. 80002075 | County Highway 19 45° 31′ 16″ N, 93° 10′ 35,9″ W           | Isanti    | 1914 aus Beton errichtete Rundscheune                                   |
| 6     | Oscar Olson House                                       | Oscar Olson House                         | 1980 ID-Nr. 80002073 | 309 Beechwood Street 45° 43′ 36,2″ N, 93° 10′ 5,2″ W       | Braham    | 1914 errichtetes Wohnhaus eines örtlichen Bankiers                      |
| 7     | St. John's Lutheran Church                              | St. John's Lutheran Church                | 1980 ID-Nr. 80002072 | County Highway 5 45° 30′ 0,7″ N, 93° 17′ 20,4″ W           | Isanti    | 1882 im Stil des Greek Revival errichtete Kirche deutscher Einwanderer  |
| 8     | Svenska Mission Kyrka I Sodre Maple Ridge               | Svenska Mission Kyrka I Sodre Maple Ridge | 1980 ID-Nr. 80002077 | County Highway 1 45° 39′ 58,1″ N, 93° 19′ 40,5″ W          | Braham    | 1897 im neugotischenl Stil errichtete Kirche schwedischer Einwanderer   |
| 9     | West Riverside School                                   | West Riverside School                     | 1980 ID-Nr. 80002076 | County Highway 14 45° 35′ 0,5″ N, 93° 14′ 44″ W            | Cambridge | 1898 im Queen Anne-Stil errichtetes Schulgebäude                        |